# Братья Дель-Акуа
Братья Пио и Винченцо Делль-Акуа (итал. Pio i Vincenzo (Vicko) Dell'Acqua; ?, Кьоджа — конец XVIII века, ?) — итальянские скульпторы, специализировавшиеся на создании алтарей, официально называли себя мраморщиками. Известность в свое время получили после выполнения работ в Щебенике, и после реставрации алтаря Святого Бенедикта в церкви Святого Спасителя, который к 19-ому веку превратился в один из немногих православных итальянских храмов. В 1792-ом году заключили наиболее крупный свой контракт с братством Святого Таинства.

## Биография
Переехав из своего родного города в Шибеник, братья открыли там скульптурную мастерскую. Первым заказом для них стало создание алтаря для Церкви Святого Франциска с 1758 по 1759 год. Следующими их работами стали алтари для православной церкви на острове Зларин, церкви Святого Николая на острове Муртер и церкви Святого Иоанна в Затоне. Свои композиции братья выполняли в стиле барокко переходящего в рококо.